# 진균증
진균증(眞菌症, mycosis, 곰팡이병) 또는 진균감염(fungal infection, 곰팡이감염)은 진균이 인간 또는 동물의 저항을 넘어 감염을 일으킨 상태를 말한다. 균류는 높은 기온과 습도, 무리지어 사는 사람들에게서 발생할 수 있다. 몇몇 균들은 공기 중에 작은 포자를 만들어낸다. 사람들이 이러한 포자들을 들이마시거나, 포자들이 피부에 내려앉는데, 종종 진균의 감염은 폐 또는 피부에서 시작된다.

## 원인
사람들은 강한 항생제를 장기간 복용하게 되면 진균에 감염되기 쉽게 되는데, 이는 항생제가 유해한 세균 뿐아니라 건강에 좋은 세균들도 죽이기 때문이다. 이는 입, 질, 내장 등 신체 내의 미생물의 균형을 변화시키며 진균이 지나치게 자라게 만든다.
면역이 약해진 사람들은 진균에 감염될 위험이 높다. HIV/AIDS 환자, 스테로이드를 복용 중이거나 화학요법을 받는 사람들이 그러하며, 당뇨병이 있는 사람도 진균 감염으로 진행되는 경향이 있다. 매우 어리거나 나이가 많은 이들도 위험하다.

## 같이 보기
- 항진균제